# Birek
Birek is een bestuurslaag in het regentschap Aceh Besar van de provincie Atjeh, Indonesië. Birek telt 194 inwoners (volkstelling 2010).